# Kalandpark (film)
A Kalandpark (eredeti cím: Adventureland) 2009-es amerikai vígjáték-kalandfilm, melyet Greg Mottola írt és rendezett. A főszerepben Jesse Eisenberg, Kristen Stewart, Ryan Reynolds, Bill Hader, Martin Starr és Margarita Levieva.
Az Amerikai Egyesült Államokban 2009. április 3-án mutatták be, Magyarországon három hónappal később szinkronizálva, július 16-án a Fórum Hungary forgalmazásában.

## Rövid történet
1987-ben egy főiskolai végzős, James európai utazásra szeretne menni, de a szükséges pénz hiányzik. Ezért egy vidámparkban kezd dolgozni, hogy a kevés fizetését összegyűjtse az utazásra. Itt összebarátkozik egy Em nevű lánnyal.

## Cselekmény
1987 nyara: James Brennan épp akkor végzett az Oberlin College-ban. Az érettségi végén barátnője szakít vele - barátai szerint azért, mert elárulta neki, hogy még szűz. A szülei nem tudják kifizetni az európai utazást, amelyet érettségi ajándékként kapott, mert az apjának rosszabbul fizető munkát kellett vállalnia. A munkahelyváltás miatt a szülei sem tudják fizetni a Columbia Egyetemen való tanulmányait sem. James a szüleihez költözik, munkát kezd keresni, és végül felveszik szülővárosában, Pittsburghben, az Adventureland nevű helyi vidámparkba, ahol az egyik bódét vezeti. James elégedetlensége alacsony fizetésű munkájával nem változik, amíg meg nem ismerkedik új munkatársával, Emily „Em” Lewinnel, aki meghívja őt egy partira. Régebben Mike Connell-lel, James részmunkaidős zenész- és munkatársával járt.
Másnap egy bárban egy ital mellett James véletlenül bevallja Emnek a szüzességét, amit Em aranyosnak talál. A folyónál csókolóznak először. James másnap elmondja Connellnek, hogy mit érez Em iránt. Connell ráveszi Jamest, hogy randizzon egy másik munkatársával, ami elbizonytalanítja Em-et a Jamesszel való kapcsolatát illetően. Újra összejönnek, amikor James megmenti Em-et egy dühös vásárlótól. James mesél Emnek a kolléganővel való rövid kapcsolatáról, míg Em hallgat a Mike-kal való folyamatos kapcsolatáról. A férfi egy harmadik fél révén értesül erről, és szakít Emmel, aki ezt követően New Yorkba megy, hogy a NYU-n tanuljon.
James szinte túl későn jön rá, hogy az egész csak egy hamis játék volt Mike részéről. New Yorkba megy, hogy megkeresse Em-et. Kibékülnek, és James végül elveszíti a szüzességét.

## Szereplők
| Színész           | Szerep        | Magyar hang           |
| ----------------- | ------------- | --------------------- |
| Jesse Eisenberg   | James Brennan | Markovics Tamás       |
| Kristen Stewart   | Em Lewin      | Csondor Kata          |
| Martin Starr      | Joel          | Hevér Gábor           |
| Bill Hader        | Bobby         | Bede-Fazekas Szabolcs |
| Kristen Wiig      | Paulette      | Bertalan Ágnes        |
| Margarita Levieva | Lisa P        |                       |
| Ryan Reynolds     | Mike Connell  | Hujber Ferenc         |
| Mary Birdsong     | Francy        | Kiss Erika            |
| Dan Bittner       | Pete O'Malley |                       |

## Fordítás
- Ez a szócikk részben vagy egészben  az   Adventureland (Film) című német Wikipédia-szócikk fordításán alapul.  Az eredeti cikk szerkesztőit annak laptörténete sorolja fel. Ez a jelzés csupán a megfogalmazás eredetét és a szerzői jogokat jelzi, nem szolgál a cikkben szereplő információk forrásmegjelöléseként.